# Caprice de princesse
Caprice de princesse és una pel·lícula franco-alemanya dirigida per Henri-Georges Clouzot i Karl Hartl, estrenada el 1933. Fou estrenada el 1934 com la versió francesa d' Ihre Durchlaucht, die Verkaüferin dirigida per Karl Hartl i estrenada el 4 de novembre de 1933 a Berlín.

## Sinopsi
La Irene, una princesa capritxosa s'enamora d'André, un historiador de la literatura que no suporta gens les seves peculiaritats. Ella utilitzarà un subterfugi per conquerir-lo, que s'arrisca a tornar-se en contra seva....

## Repartiment
- Marie Bell : Isabelle
- Armand Bernard : Barnabé
- Roger Dann : Octave
- Gaston Jacquet : Super intendent
- Gaston Mauger : El capità
- Albert Préjean : André Méry
- Germaine Roger : Henriette
- Sinoël : Marin
- Guy Sloux